# Koronagraf

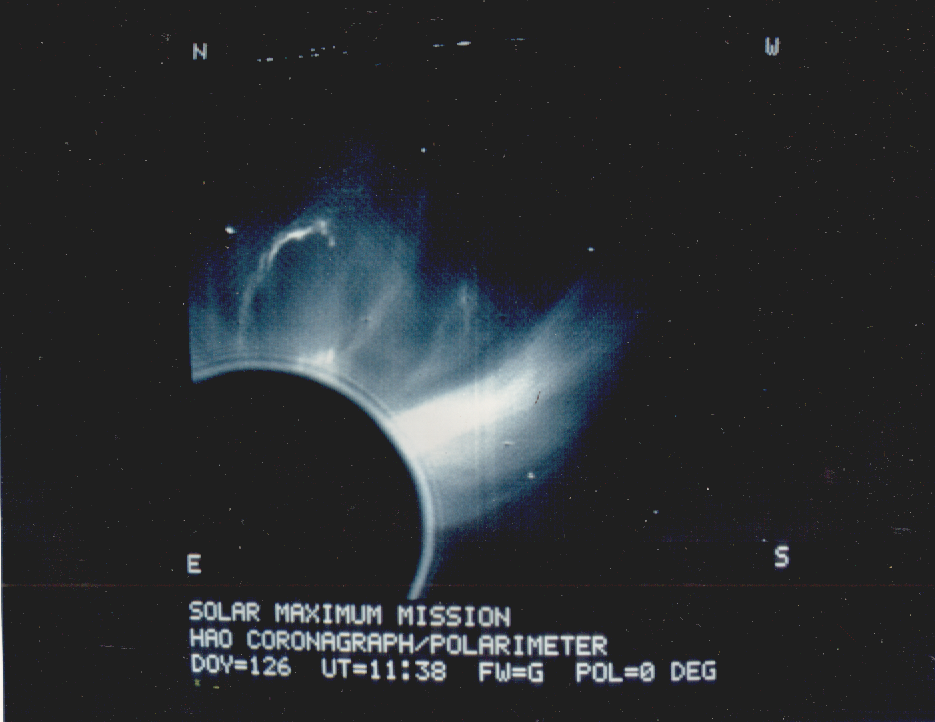
Koronagrafbild av solen

Koronagraf är ett tillbehör till teleskop som används inom astronomin för att blockera starkt ljus, till exempel från solen för att möjliggöra observationer av ljussvagare objekt.
En koronagraf särskilt konstruerad för observation och fotografering av solkoronan uppfanns 1930 av den franske astronomen Bernard Lyot. En ny klass av konceptuellt liknande instrument (kallade stjärnkoronagrafer för att skilja dem från solkoronagrafer) används för att hitta exoplaneter och omgivande stoftskivor kring närliggande stjärnor såväl som värdgalaxer i kvasarer och andra liknande objekt med aktiv galaktisk kärna (AGN).

## Uppfinning
Sedan starten 1931 har koronagrafer använts vid många solobservatorier. Koronagrafer som verkar i jordens atmosfär störs av spritt ljus på själva himlen, främst på grund av Rayleigh-spridning av solljus i den övre atmosfären. I synvinklar nära solen är himlen mycket ljusare än bakgrundskoronan även på platser på hög höjd under klara, torra dagar. Markbaserade koronagrafer, som High Altitude Observatorys Mark IV Coronagraph ovanpå Mauna Loa, använder polarisering för att särskilja himmelsljuset från bilden av koronan. Både koronalljus och himmelsljus är spritt solljus och har liknande spektrala egenskaper, men koronalljus är Thomson-spritt i nästan en rät vinkel och genomgår därför spridningspolarisering, medan det överlagrade ljuset från himlen nära solen sprids i endast en blickvinkel och förblir därför nästan opolariserat.

## Konstruktion

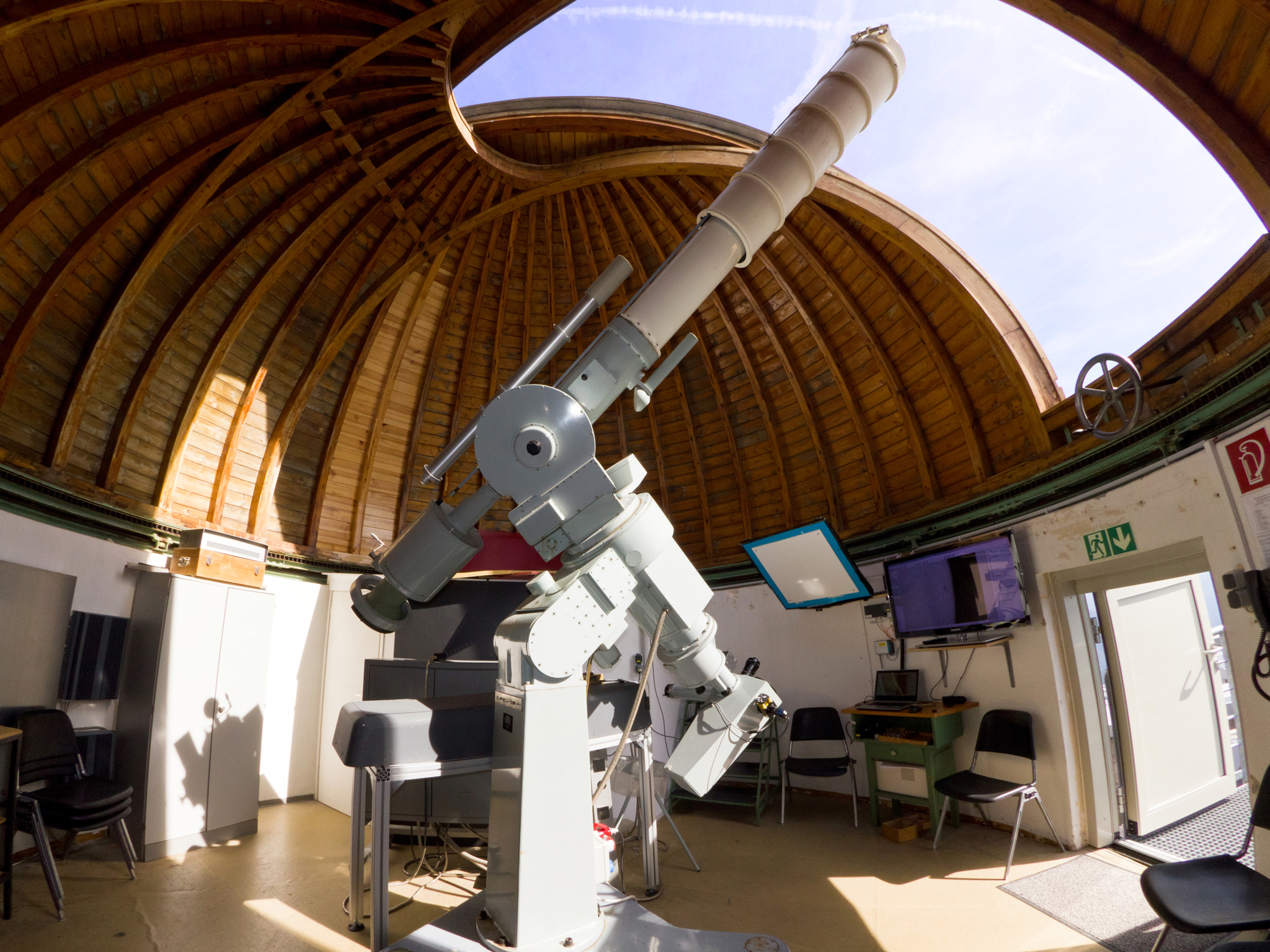
Koronograf i observatorium på berget Wendelstein.

Koronagrafinstrument är extrema exempel på avstötning av ströljus och exakt fotometri eftersom den totala ljusstyrkan från solkoronan är mindre än en miljondel av solens ljusstyrka. Den skenbara ytans ljusstyrka är ännu svagare eftersom, förutom att leverera mindre totalt ljus, har koronan en mycket större skenbar storlek än solen själv.
Under en total solförmörkelse fungerar månen som en blockerande skiva och vilken kamera som helst i förmörkelsens väg kan användas som en koronagraf tills förmörkelsen är över. Vanligare är ett arrangemang där himlen avbildas på ett mellanliggande fokalplan som innehåller en ogenomskinlig fläck; detta fokalplan återbildas på en detektor. Ett annat arrangemang är att avbilda himlen på en spegel med ett litet hål där det önskade ljuset reflekteras och återbildas så småningom, men det oönskade ljuset från stjärnan går genom hålet och inte når detektorn. Hur som helst måste instrumentens konstruktion ta hänsyn till spridning och diffraktion för att säkerställa att så lite oönskat ljus som möjligt når den slutliga detektorn. Lyots nyckeluppfinning var ett arrangemang av linser med stopp, kända som Lyot-stopp, och bafflar så att ljus spritt genom diffraktion fokuserades på stopparna och bafflarna, där det kunde absorberas, medan ljuset som behövs för en användbar bild passerade dem.
Till exempel erbjuder avbildningsinstrument på Hubbleteleskopet och James Webb-teleskopet koronagrafisk kapacitet.

### Bandbegränsad koronagraf
En bandbegränsad koronagraf använder en speciell typ av mask som kallas en bandbegränsad mask. Denna mask är utformad för att blockera ljus och även hantera diffraktionseffekter som orsakas av att ljuset avlägsnas. Den bandbegränsade koronagrafen har fungerat som grundkonstruktionen för den inställda Terrestrial Planet Finder-koronagrafen. Bandbegränsade masker finns också på James Webb-teleskopet.

### Optisk virvelkoronagarf
En optisk virvelkoronagraf använder en fasmask där fasförskjutningen varierar azimutalt runt mitten. Det finns flera varianter av optiska virvelkoronagrafer:
- den skalära optiska virvelkoronagrafen baserad på en fasramp direkt etsad i ett dielektriskt material, som smält kiseldioxid.[5][6]
- vektor(ial) virvelkoronagrafen använder en mask som roterar polarisationsvinkeln för fotoner, och rampning av denna rotationsvinkel har samma effekt som att rampa en fasförskjutning. En mask av detta slag kan samverka med olika tekniker, allt från flytande kristallpolymer (samma teknik som i 3D-tv) och mikrostrukturerade ytor (med mikrotillverkningsteknik från mikroelektronikindustrin). En sådan vektorvirvelkoronagraf gjord av flytande kristaller används för närvarande vid 200-tums Haleteleskopet vid Palomarobservatoriet. Den har nyligen använts med adaptiv optik för att avbilda exoplaneter.

Detta fungerar med andra stjärnor än solen eftersom de är så långt borta att deras ljus för detta ändamål är en spatialt koherent plan våg. Koronagrafen som använder interferens maskerar ljuset längs teleskopets mittaxel, men släpper igenom ljuset från objekt utanför axeln.

## Satellitbaserad koronagrafer
Koronagrafer i yttre rymden är mycket effektivare än samma instrument skulle vara om de placerades på marken. Detta beror på att den totala frånvaron av atmosfärisk spridning eliminerar den största källan till bländning som finns i en jordisk koronagraf. Flera rymduppdrag som NASA-ESA:s SOHO och NASA:s SPARTAN, Solar Maximum Mission och Skylab har använt koronagrafer för att studera de yttre delarna av solkoronan. Hubble-teleskopet kan utföra koronografi med hjälp av Near Infrared Camera och Multi-Object Spectrometer (NICMOS), och James Webb-teleskopet kan utföra koronografi med hjälp av Near Infrared Camera (NIRCam) ) och Mid-Infrared Instrument (MIRI).

## Aditya-L1

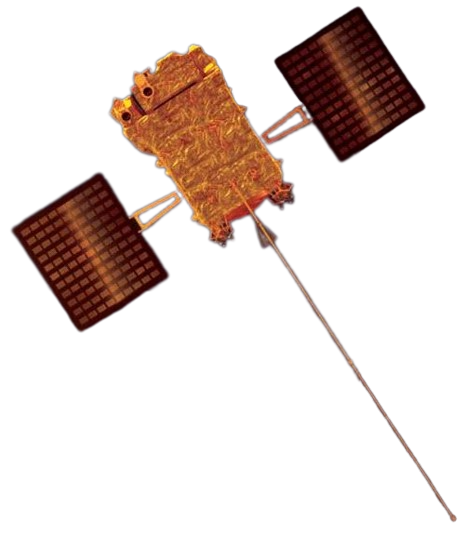
Aditya-L1

Aditya-L1 är en koronagrafisk rymdsond utvecklad av Indian Space Research Organization (ISRO) och olika indiska forskningsinstitut. Rymdsonden syftar till att studera solatmosfären och dess påverkan på jordens miljö. Den är placerad ungefär 1,5 miljoner km från jorden i en halobana runt L1 Lagrangian-punkten mellan jorden och solen.
Den primära nyttolasten, Visible Emission Line Coronagraph (VELC), kommer att skicka 1 440 bilder av solen dagligen till markstationer. VELC-nyttolasten har utvecklats av Indian Institute of Astrophysics (IIA) och kommer kontinuerligt att observera solens korona från L1-punkten.